# Julienhof (Enzesfeld-Lindabrunn)
Der Julienhof ist ein Gutshof in der Gemeinde Enzesfeld-Lindabrunn in Niederösterreich. Die Einzelsiedlung ist Ortschaftsbestandteil von Enzesfeld.

## Geographie
Der zu Schloss Enzesfeld gehörende Gutshof befindet sich etwa 300 Meter südlich von Enzesfeld an der Straße nach Hölles und wurde auf einer kleinen Anhöhe (305 m ü. A.) errichtet.

## Geschichte
Die Einzelsiedlung wurde in den 1820er-Jahren errichtet. Anfangs handelte es sich um eine Meierei, auf der Schafzucht betrieben wurde. Am Julienhof wurde 1949 der Jagdclub Triestingtaler Weidmänner gegründet. Der Ort zählte 1961 zwei Einwohner. Der Jagdclub Triestingtaler Weidmänner betrieb am Julienhof bis 1980 einen Schießstand, der dann wegen Anrainerbeschwerden geschlossen wurde. Aktuell befindet sich auf dem Julienhof ein Gestüt. Die zugehörigen Ackerflächen werden biologisch bewirtschaftet.